# 田辺鶴遊
田辺 鶴遊（たなべ かくゆう）は講談師の名。過去にこの名を名乗った者が2名確認されており、彼らは師弟関係にある。
- 田辺鶴遊 - 現∶五代目宝井琴梅
- 田辺鶴遊 - 本項にて記述。

田辺 鶴遊（たなべ かくゆう、1978年11月17日 - ）は、名古屋市生まれ、静岡市駿河区育ちの講談師である。本名∶山村 健一。小拍子と張り扇の二種の使い手である特徴がある。

## 経歴
1978年、愛知県名古屋市で生まれる。父親は芸能事務所を経営しており、2歳から芸能活動を始めた。静岡市立宮竹小学校、静岡市立南中学校、東海大学第一高等学校を経て、東海大学政治経済学部政治学科卒業。東海大学大学院政治学研究科中退。
1985年の日本司会者協会発足と同時に入会。1987年、講談師田辺一鶴に師事し、1988年より「田辺チビ鶴」の名で上野・本牧亭で講談デビュー。1989年、師匠の一鶴とともにフランス公演を行う。2002年、講談協会に所属し「田辺駿之介」に改名。
2008年、二ツ目に昇進。2010年に師匠一鶴が死去したため宝井琴梅門下へ移籍し「宝井駿之介」に改名。
2015年4月、真打昇進し「田辺鶴遊」を襲名。

## 人物
公益社団法人あゆみの箱（2017年5月解散）の常務理事を務めていた。

## 芸歴
- 1987年 - 田辺一鶴に入門。
- 1988年 - 「チビ鶴」を名乗る。
- 2002年 - 講談協会に入会、「駿之介」として前座となる。
- 2008年 - 二ツ目昇進。
- 2010年 - 一鶴死去に伴い宝井琴梅門下へ移籍、「宝井駿之介」に改名。
- 2015年4月 - 真打昇進、「田辺鶴遊」を襲名。